# Collina glabicira
Collina glabicira är en spindelart som beskrevs av Arthur Urquhart 1891. Collina glabicira ingår i släktet Collina och familjen hjulspindlar.
Artens utbredningsområde är Tasmanien. Inga underarter finns listade i Catalogue of Life.